# Трипразеодиминдий
Трипразеодиминдий — бинарное неорганическое соединение
индия и празеодима
с формулой InPr3,
кристаллы.

## Получение
- Сплавление стехиометрических количеств чистых веществ:

{\displaystyle {\mathsf {In+3Pr\ {\xrightarrow {767^{o}C}}\ InPr_{3}}}}

## Физические свойства
Трипразеодиминдий образует кристаллы
кубической сингонии,
пространственная группа P m3m,
параметры ячейки a = 0,49636 нм, Z = 1,
структура типа тримедьзолота AuCu3
.
Соединение образуется по перитектической реакции при температуре 767°С (930°С).
При температуре 12 К в соединении происходит антиферромагнитный переход.